# 西沙优扇贝
西沙优扇贝（学名：Excellichlamys xishaensis），是莺蛤目海扇蛤科Excellichlamys属的一种。主要分布于中国大陆，常栖息在以足丝附着于浅水区珊瑚礁上。